# Стокгольмський синдром (фільм)
«Стокгольмський синдром» (англ. Stockholm) — кримінальна стрічка, знята на основі пограбування на майдані Норрмальмсторг у 1973 році. Світова прем'єра фільму відбулась на фестивалі «Трайбека» 19 квітня 2018 року.

## У ролях
| Актор              | Роль                       |
| ------------------ | -------------------------- |
| Ітан Гоук          | Кай Ганссон / Ларс Нюстрем |
| Нумі Рапас         | Біанка Лінд                |
| Марк Стронг        | Гуннар Соренссон           |
| Крістофер Хейєрдал | Маттссон                   |
| Беа Сантос         | Клара Мард                 |
| Торбєрн Гарр       | Крістофер Лінд             |
| Марк Рендалл       | Елов Ерікссон              |
| Ян Меттьюс         | детектив Вінтер            |
| Джон Ральстон      | детектив Якобссон          |
| Шанті Роні         | Олоф Пальме                |
| Крістофер Вагелін  | Вінсент                    |

## Створення фільму

### Виробництво
У січні 2017 було оголошено, що Нумі Рапас й Ітан Гоук виконають ролі в фільмі, режисером, продюсером і сценаристом став Роберт Будро.
Основні зйомки почались у квітні 2017.

### Знімальна група
- Кінорежисер — Роберт Будро
- Сценарист — Роберт Будро
- Кінопродюсер — Роберт Будро, Фредрік Зандер, Ніколас Табаррок
- Композитор — Стів Лондон
- Кінооператор — Брендан Стейсі
- Кіномонтаж — Річард Комо
- Художник-постановник — Айдан Леру
- Артдиректор — Марта Сперров
- Художник-декоратор — Джеффрі Батлер
- Художник-костюмер — Леа Карлсон
- Підбір акторів — Джон Бакен, Джейсон Найт[4]

## Сприйняття

### Критика
Фільм отримав переважно схвальні відгуки. На сайті Rotten Tomatoes оцінка стрічки становить 69% на основі 74 відгуки від критиків (середня оцінка 6,0/10) і 84% від глядачів із середньою оцінкою 3,9/5 (79 голосів). Фільму зарахований «стиглий помідор» від кінокритиків та «попкорн» від глядачів, Internet Movie Database — 6,2/10 (2 936 голосів), Metacritic — 54/100 (18 відгуків критиків) і 8,9/10 (29 відгуків від глядачів).